# Kevin Phillips (rugby à XV)
Pour les articles homonymes, voir Kevin Phillips et Phillips.
Pas d'image ? Cliquez ici

a Compétitions nationales et continentales officielles uniquement.

b Matchs officiels uniquement.
 Kevin Phillips, né le 15 juin 1961 à Hebron (pays de Galles), est un joueur international gallois de rugby à XV évoluant au poste de talonneur. 

## Carrière
Kevin Phillips dispute son premier test match avec le pays de Galles le 7 février 1987, contre l'équipe de France, et son dernier test match fut contre l'équipe d'Australie, le 22 juillet 1991.
Phillips dispute les six matchs du pays de Galles lors de la Coupe du monde 1987.

## Palmarès
- Troisième de la Coupe du monde en 1987.
- 20 sélections
- Sélections par année : 5 en 1987, 2 en 1988, 1 en 1989, 7 en 1990, 5 en 1991
- Tournois des Cinq Nations disputés : 1987, 1988, 1990, 1991,